# Styrelsen for International Uddannelse
Styrelsen for International Uddannelse (tidligere CIRIUS (fork. for Center for Information og Rådgivning om Internationale Uddannelses- og Samarbejdsaktiviteter)) var en styrelse under Ministeriet for Videnskab, Teknologi og Udvikling, der arbejdede med internationalisering af det danske uddannelsessystem og søgte at fremme forståelse af andre kulturer. Konkret administrerede styrelsen bl.a. ERASMUS-programmet, ligesom man verificerede eksamensbeviser udstedt af udenlandske universiteter.
Styrelsen blev dannet i 2000 ved en fusion af Arbejdsmarkedets Center for Internationale Uddannelsesaktiviteter, InformationsCenter for Udveksling, PIU-Centret og Rektorkollegiets Sekretariat. Centret fik status af styrelse under Undervisningsministeriet i 2005, men har siden 2007 sorteret under Ministeriet for Videnskab, Teknologi og Udvikling.
Styrelsen beskæftigede ca. 80 ansatte og havde til huse i den tidligere købmandsskole på hjørnet af Nørre Voldgade og Fiolstræde i København. I forbindelse med omlægningerne i centraladministrationen i 2011/2012, blev styrelsen nedlagt og lagt sammen med den universitetspolitiske del af Universitets- og Bygningsstyrelsen til Styrelsen for Universiteter og Internationalisering
|  | Denne artikel kan blive bedre, hvis der indsættes geografiske koordinater Denne artikel omhandler et emne, som har en geografisk lokation. Du kan hjælpe ved at indsætte koordinater i wikidata. |